# Pahora kaituna
Pahora kaituna är en spindelart som beskrevs av Forster 1990. Pahora kaituna ingår i släktet Pahora och familjen Synotaxidae. Inga underarter finns listade i Catalogue of Life.